# Ludwig Dettmann

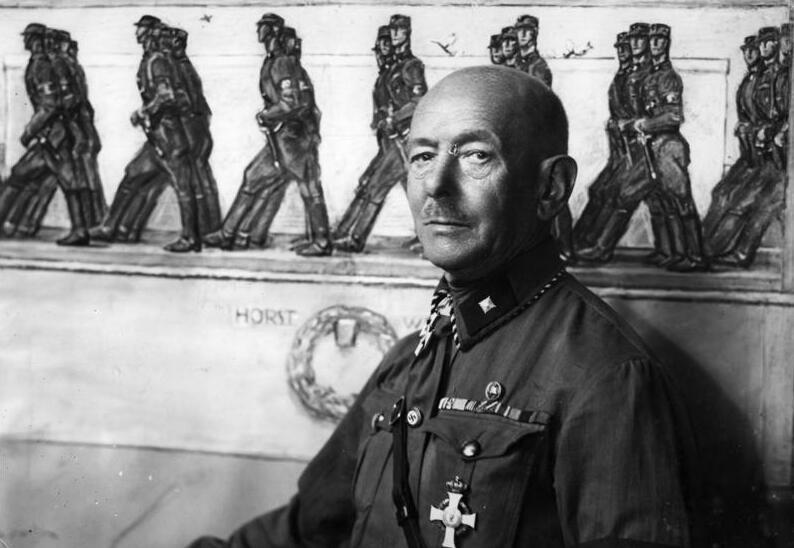
Ludwig Dettmann

Ludwig Dettmann, född 25 juli 1865, död 19 november 1944, var en tysk konstnär.
Dettman framträdde först som illustratör och akvarellist. Han utbildade sig senare, delvis under inflytande av den franska impressionismen till landskaps- och genremålare i större format och har även utfört monumentalmålningar i Danzig, Kiel med flera platser. Dettman var under flera år ledare för konstakademin i Königsberg.

## Exierna länkar
- Dettmann, Ludwig i Nordisk familjebok (andra upplagan, 1907)